# 菲利普·贝当
亨利·菲利普·贝当（法語：Henri Philippe Pétain，法語：[ɑ̃ʁi filip petɛ̃]；1856年4月24日—1951年7月23日），法國陸軍元帥、軍事家、政治人物，曾任法國维希政府國家元首、原法兰西第三共和国的末代总理。由於其在第二次世界大戰中宣佈投降，在戰後被視為叛國者。
贝当曾在第一次世界大战期间担任法军总司令，帶領法國與德意志帝國對戰，尤其是凡爾登戰役中的突出表現，在法國有民族英雄之誉。在戰爭中，相較於部分同僚的進攻至上，他提倡大量的火砲壓制，並喜好發動一系列代價較小的攻勢以消耗敵軍的有生力量。這點與17世紀的法國名將蒂雷納子爵有部分相似之處。第二次世界大战之初，他向入侵法國的納粹德國投降並與之合作，因而被視為叛國者，戰後被判死刑，经特赦改为终身监禁。

## 早年
貝當于1856年4月24日出生于法国北部加莱省，是一個天主教農民之子，母亲早逝。在普法戰爭巴黎圍城戰時，他還是巴黎城外的一名學童。贝当于1875年考入圣西尔军事学校，在1876年加入法國陸軍。一战前贝当在军队中升迁缓慢，当了5年少尉，7年中尉，10年上尉。1900年才升为少校。

## 早期军事生涯
菲利普·贝当于1876年考入圣西尔军校，由此开启他的军事生涯。从1878年军校毕业至1899年间，他先后在法国陆军精锐轻步兵部队——猎兵团的多个营级单位驻防，期间交替担任参谋职务与作战部队指挥官。这一时期的菲利普·贝当晋升速度相对缓慢，主要因为他反对当时法军主流的「狂热步兵冲锋」教条，开创性提出「火力歼灭论」。这一战术思想在第一次世界大战中获实战验证：1890年晋升上尉，1900年任少校（营长）；1904年3月调任第104步兵团期间，被委任为高等军事学院应用步兵战术副教授；1908年4月3日晋升中校后转正教授；1910年1月1日获破格晋升上校军衔。与同期军官不同，贝当主要服役于法国本土，虽未赴法属印度支那或非洲殖民地任职，但贝当曾参加过摩洛哥里夫战争。1911年6月25日，他以团长身份接管驻阿拉斯的第33步兵团，其麾下年轻中尉夏尔·戴高乐在回忆录中记载：「首任团长贝当传授了我指挥的真谛」。1914年春，仍以上校军衔获准指挥旅级部队。时年58岁的贝当因晋升将官无望，已在巴黎近郊购置退休寓所。

## 第一次世界大戰

#### 战争初期
1914年8月29日，贝当所在的旅加入圣康坦战役。次日，因原旅长皮埃尔·佩斯林准将（Pierre Peslin）自杀，贝当被破格晋升为准将并接任旅长一职。他随即接管第6师并参加第一次马恩河战役；仅一个多月后即1914年10月，贝当再次获得晋升，成为第33军军长。1915年春，贝当指挥第33军参加第二次阿图瓦战役后，同年7月他被任命为第二集团军司令，并于当年秋季率部参与第二次香槟战役。由此，贝当逐渐成为一战西线战场上最负盛名的指挥官之一。

### 凡爾登
貝當在第一次世界大战期間成為法國英雄，被稱為「凡爾登的救星」。在1914年開戰時，貝當年紀已高是一個正待退休的上校，戰爭開始後被升為旅長，但仍是上校軍銜，後升為師長，在10月任第二軍軍長，1915年7月升為第二軍團司令，在1916年的凡爾登戰役中指揮當地法軍擊退德軍進攻。1917年貝當升為法國陸軍總司令，拯救了因尼維爾攻勢失敗而崩潰的法軍士氣，經常到前線聆聽士兵的意見，致力改善軍隊的褔利而成為英雄，1918年11月以中將軍銜升任法国元帅。

## 戰間期
貝當在1929年福煦元帥逝世後，繼其位出任法兰西学术院院士。1934年時曾進入內閣，任國防部長一職。

## 第二次世界大戰

菲利普·贝当的个人徽章是一个弗朗奇斯卡图案，也作为维希法国的非正式国徽使用.

菲利普·贝当的个人旗帜

1940年5月13日，纳粹德国闪击西欧，法、比、荷诸国均被击败，英法盟军被围敦克尔克，法軍雖在「紅色方案」時期奮勇抵抗，但無法挽回頹勢。执政的法国左翼政府達拉第、雷诺等人召回正在西班牙度假的贝当元帅，并推举其为法国总理，企图依靠贝当在一战建立的威望，挽救法国戰敗的命运，万一失败，也可推卸责任。
6月16日晚，贝当奉命组阁，随即请求西班牙政府充当法国与德国谈判的中间人。次日，贝当下令法军停火，从而使法国在同德国谈判停战和议和条件时处于极为不利的地位。6月22日，法德停战协定被迫在第一次世界大战结束时的法德（当时法国是战胜国）“停战车厢”正式签字，此时成了战败国的法国被迫接受苛刻屈辱的停战条件。法国分为两部分，包括巴黎在内的3／5的国土（主要是北方工业区）和大西洋海沿岸地區归德军占领，占领军的费用由法国负担。南部和東部（主要是农业区）和地中海沿岸为自由区；法国的空军、陆军裁到10万人；最重要的是，贝当政府必须在政治、经济、外交等各个领域与德国“合作”。
1940年7月1日，贝当政府迁到南部小城维希，此后贝当领导下的法国一般称为“维希法国”。贝当被授予“国家元首”的称号，且拥有召开和解散国民议会、制定行政立法、統帥军队、任命或撤换部长等多种权力。10月24日，贝当与希特勒在卢瓦河畔蒙图瓦尔会面。
1942年11月美军在北非登陆后，德国和義大利即出兵占领和瓜分了法国南部地区，以確保軸心国在地中海的控制權。1944年8月20日，贝当等人被德国人从维希带到錫格马林根软禁起来，成立錫格馬林根臨時政府委員會，此后的贝当完全成为傀儡。

## 戰後審判
1945年4月，貝當回到法國接受叛國罪審訊，其後被定罪及判處死刑。在审理中，贝当拒绝承认法庭的合法性；曾在貝當手下服役的戴高乐将军亦对此次审判提出批评。及後貝當在8月獲戴高樂以年老與第一次世界大戰的戰功為由得以減刑至終身監禁；而其所有職務、頭銜與中將軍銜皆被褫奪，僅保留法國元帥頭銜（法國元帥頭銜是由法國國會所任命的榮譽頭銜，并非軍銜的一種，依權力分立原則，法國法院無權撤銷此頭銜）。貝當被囚禁在大西洋中的约岛直到1951年去世。

## 图集

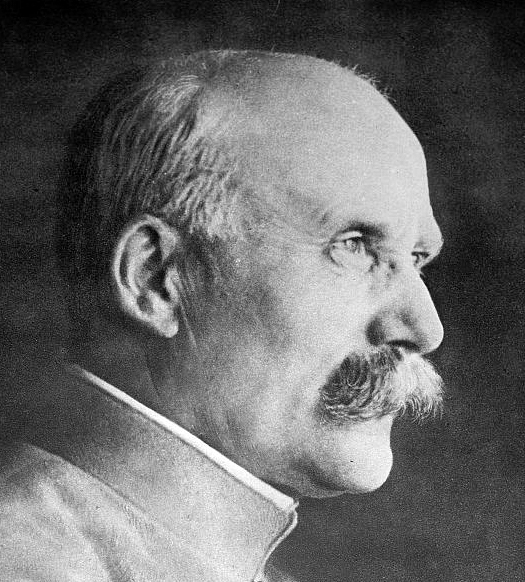
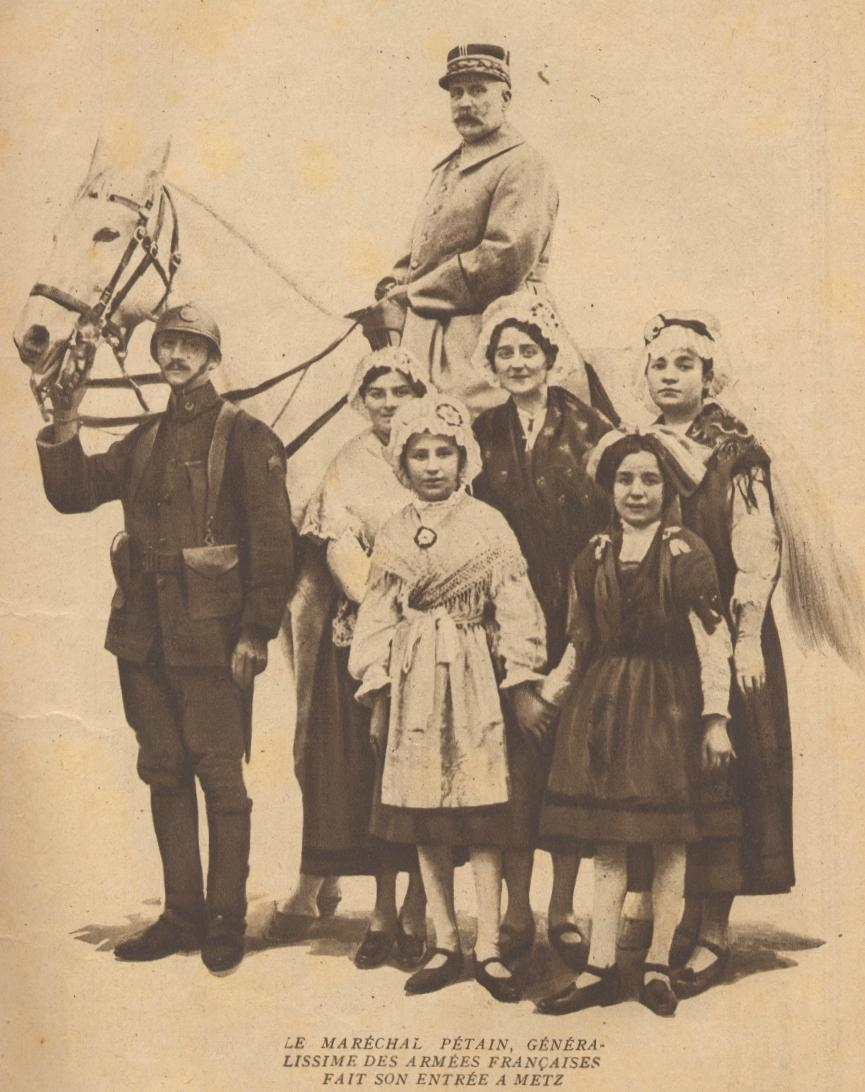
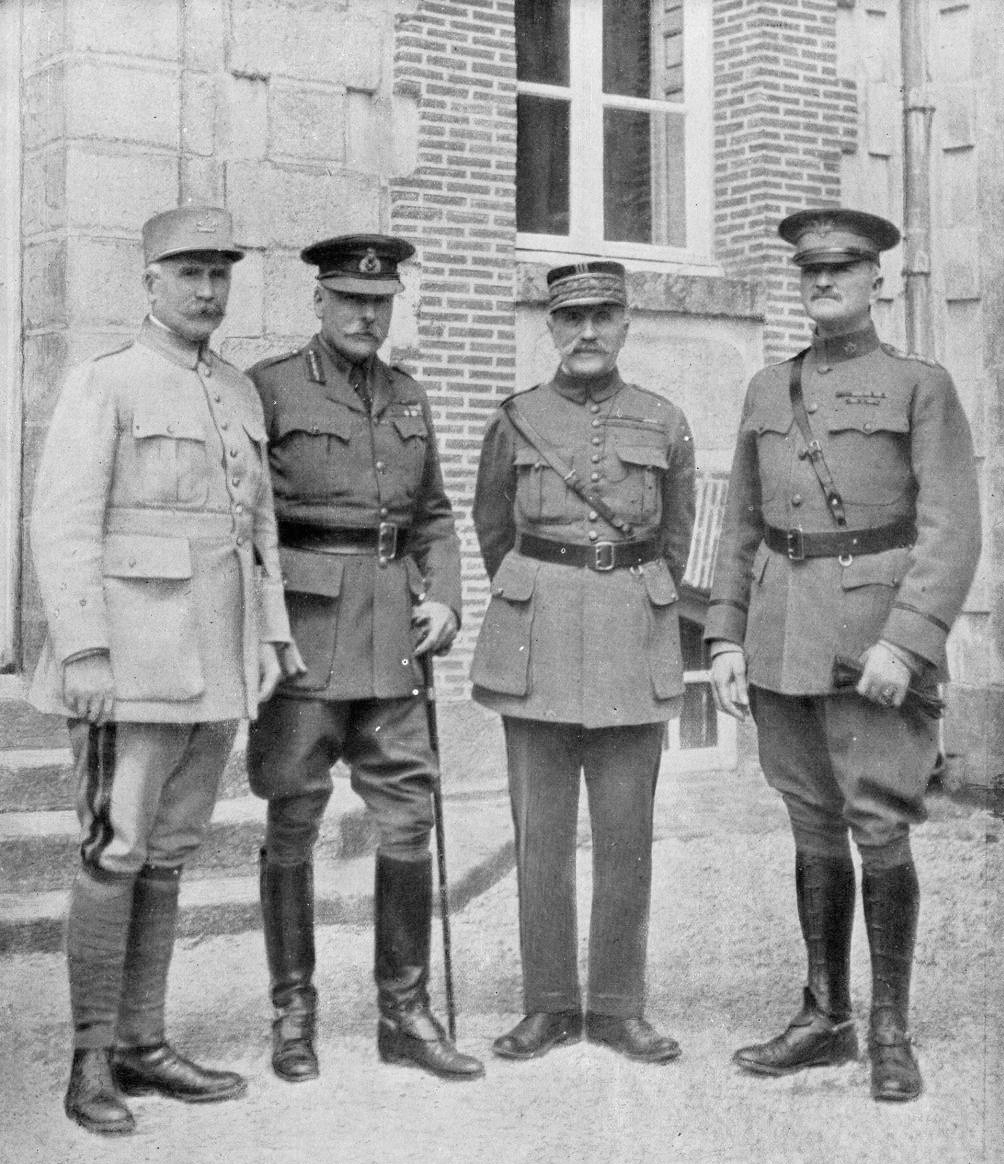
1918年，贝当与黑格伯爵，福熙，潘兴
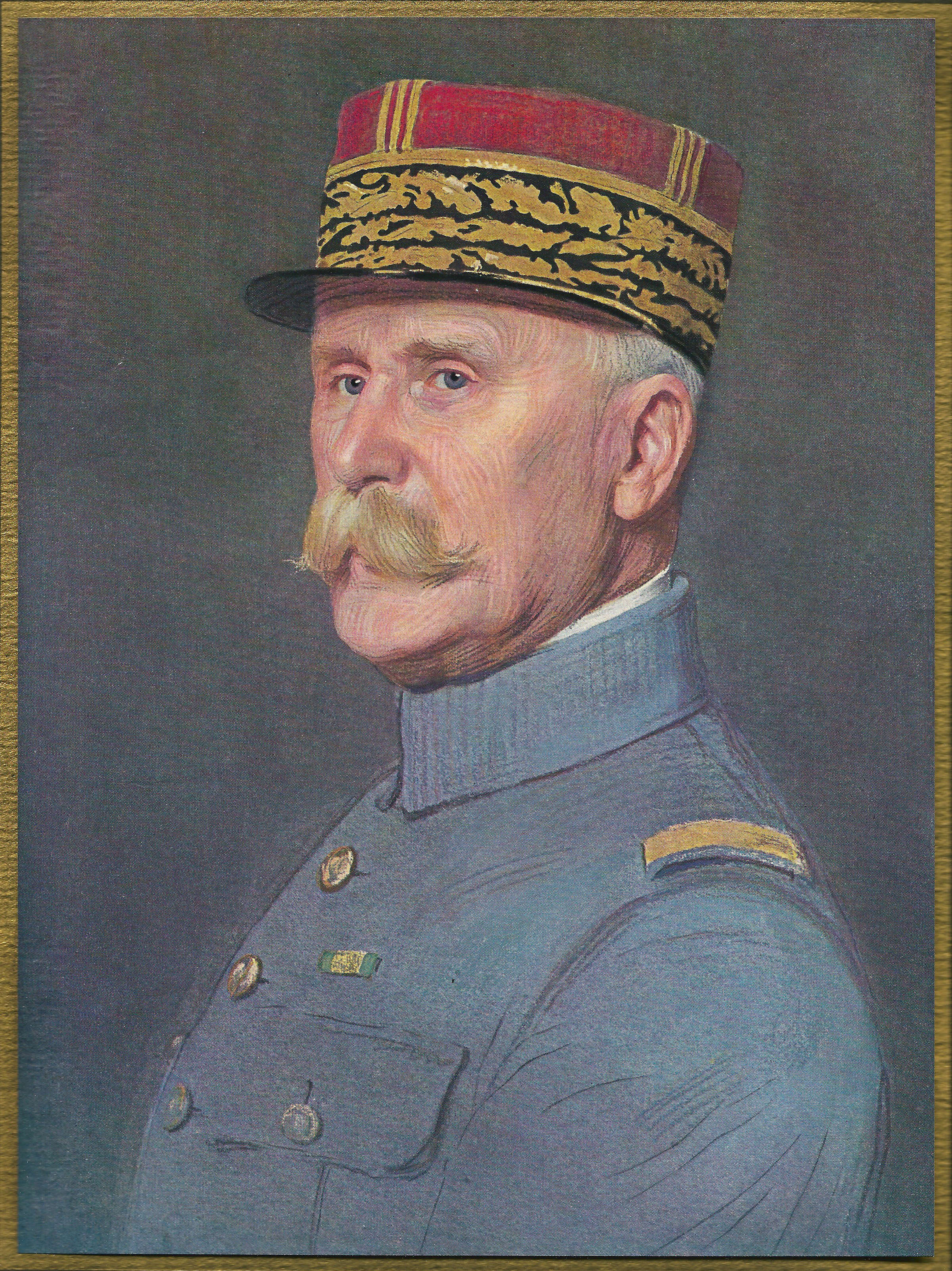
1926年的贝当元帅
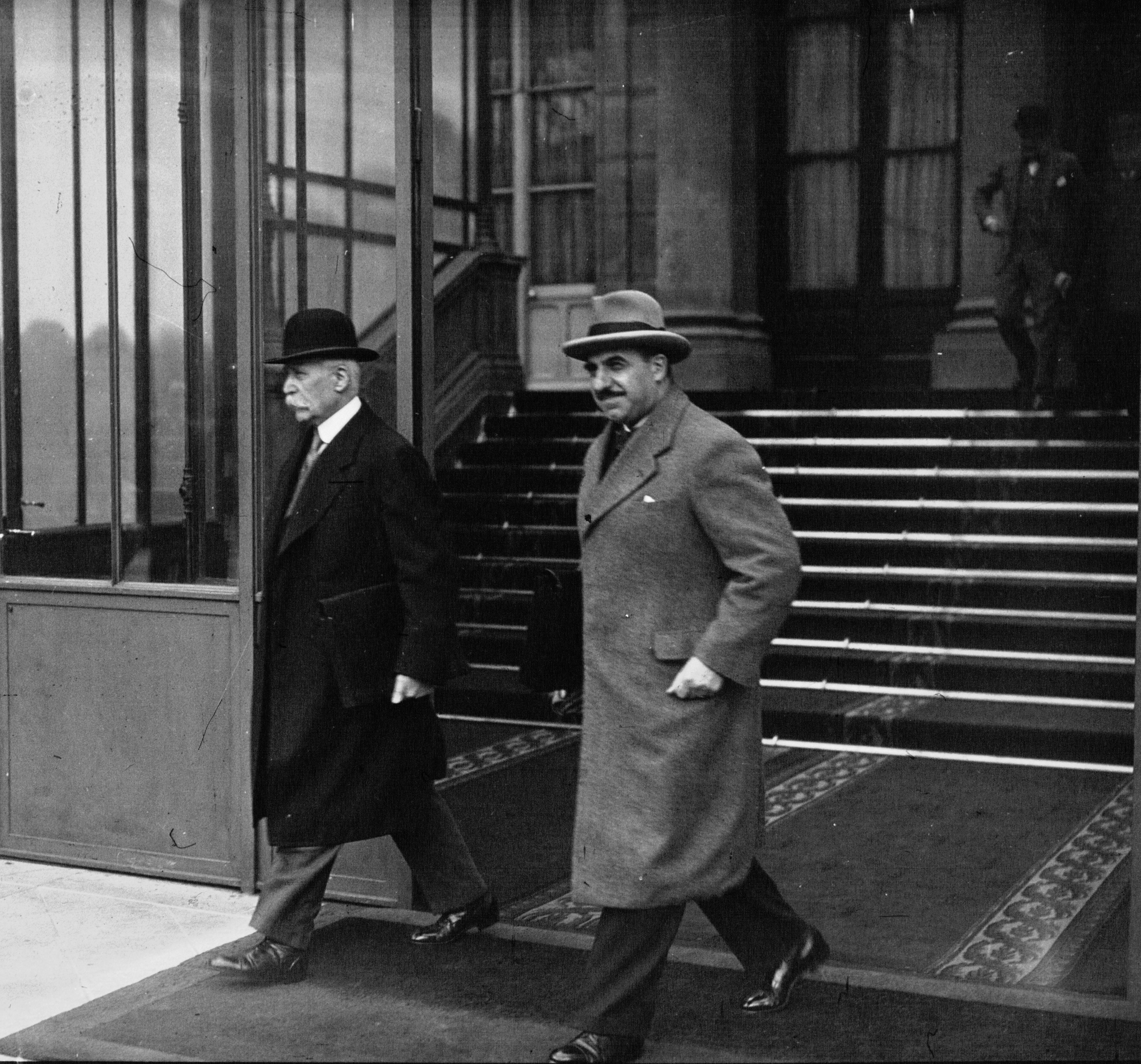
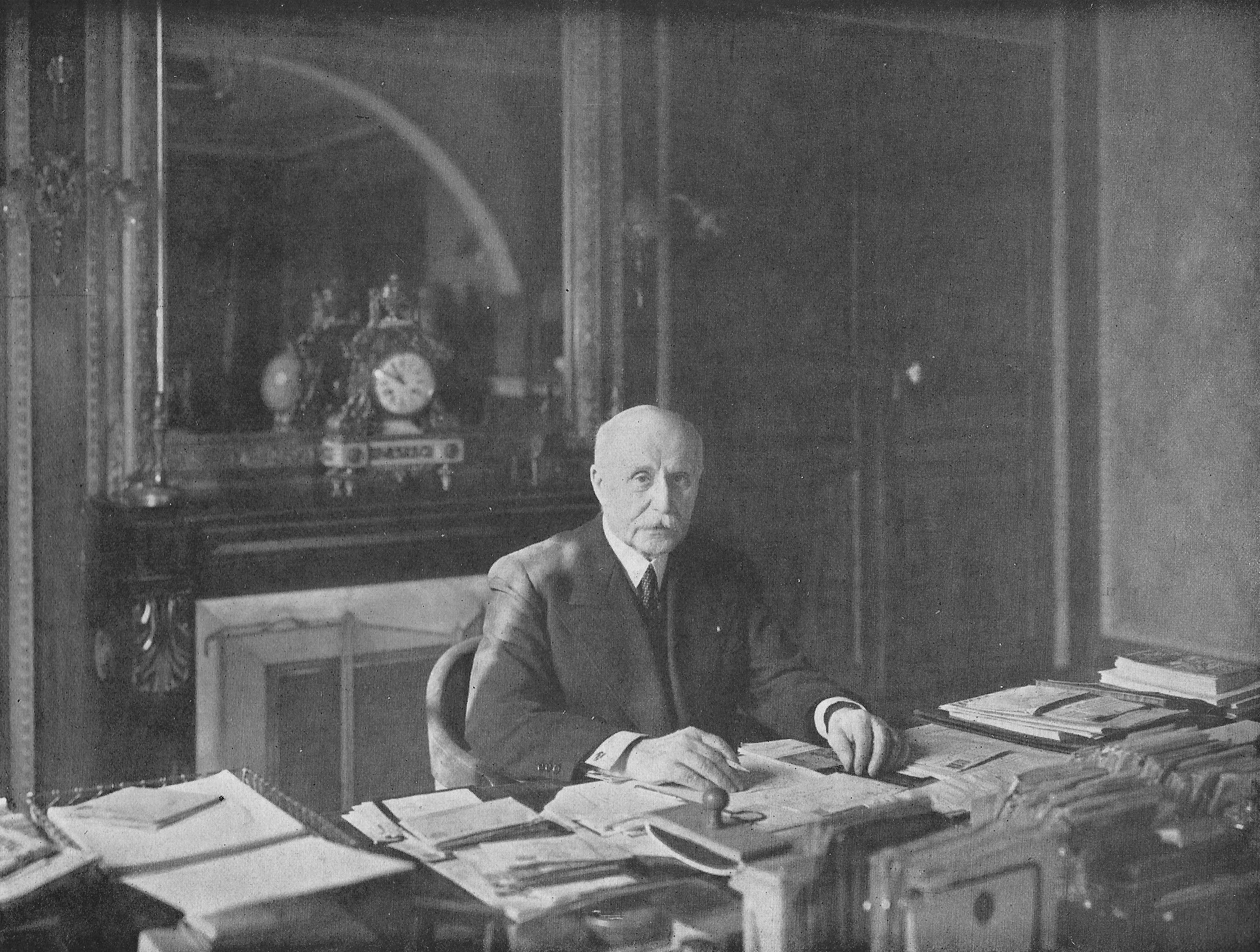
1940年5月的贝当
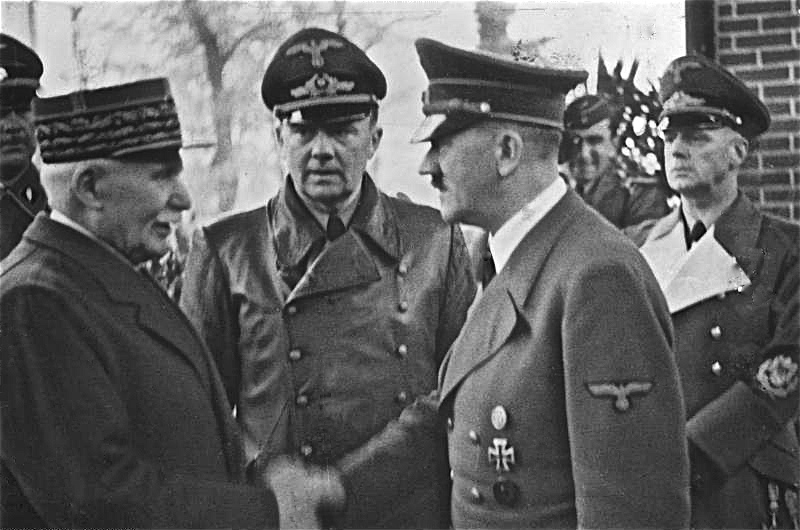
1940年10月24日，贝当与希特勒会面
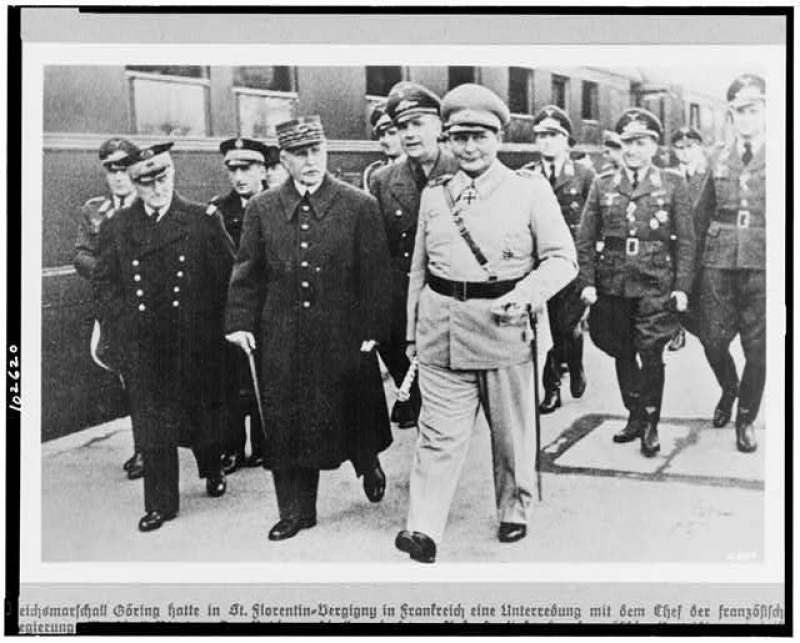
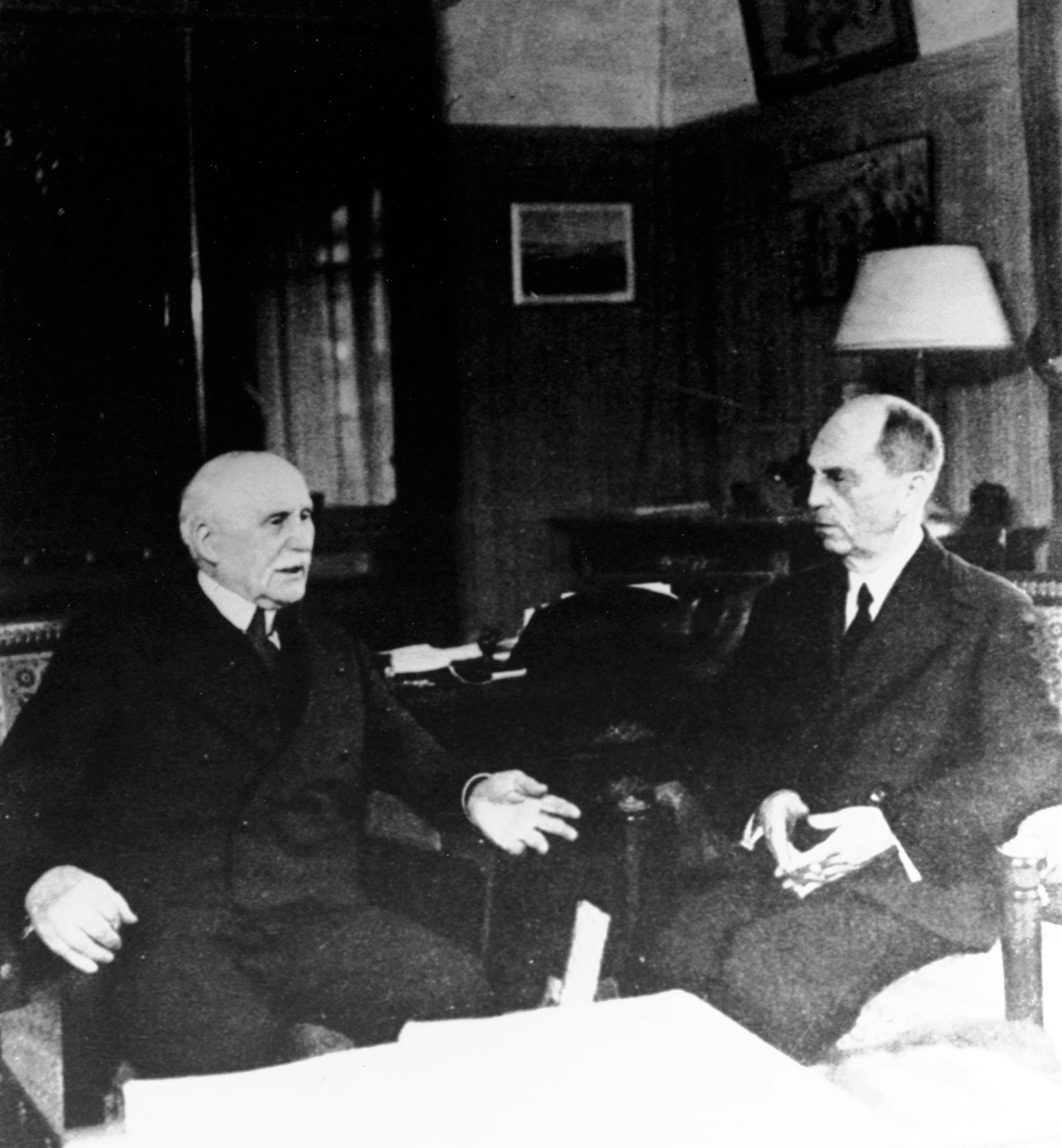
1942年，贝当与美国驻维希法国大使威廉·D·李海的最后会面
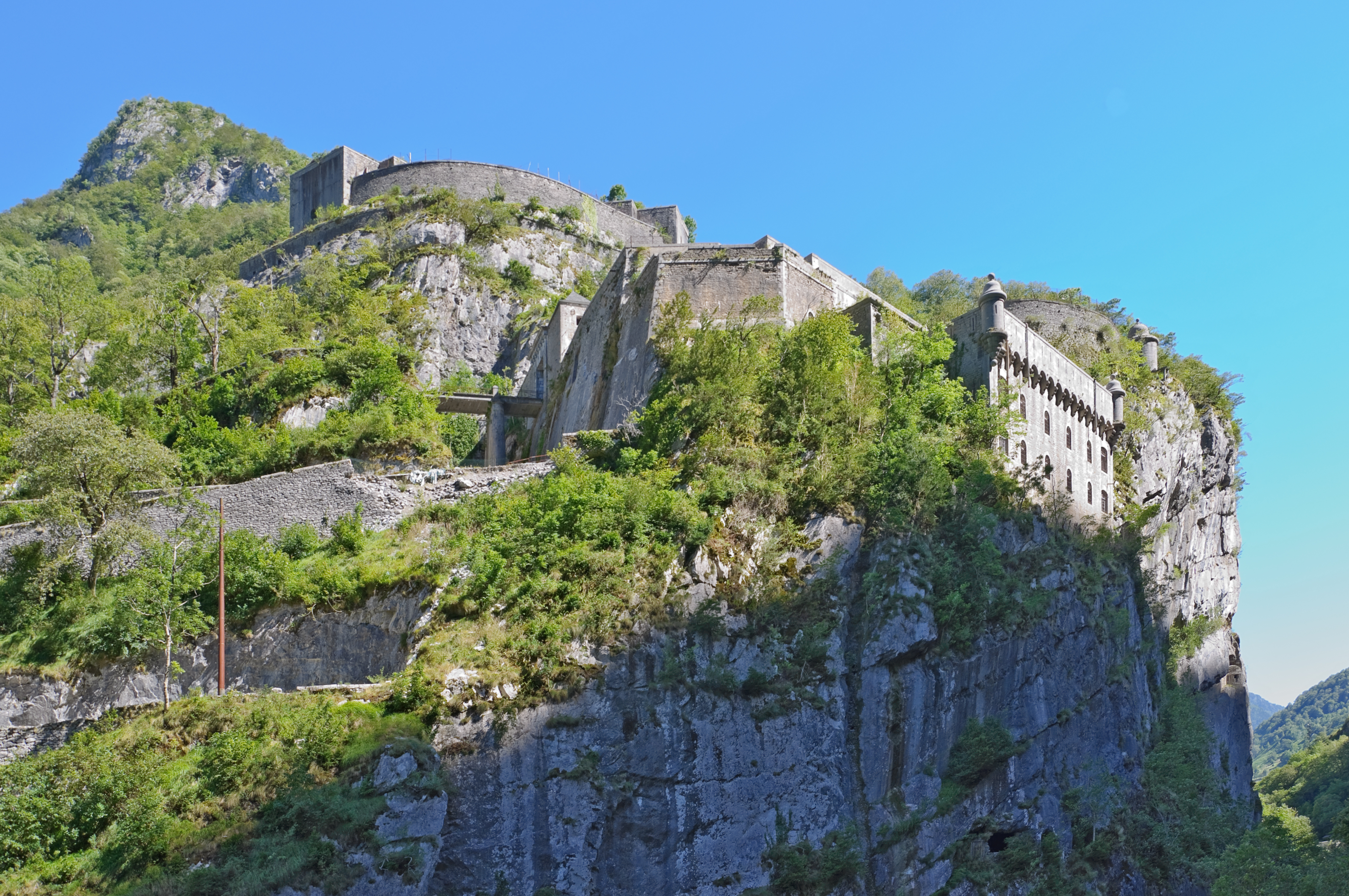
比利牛斯的波塔莱特堡
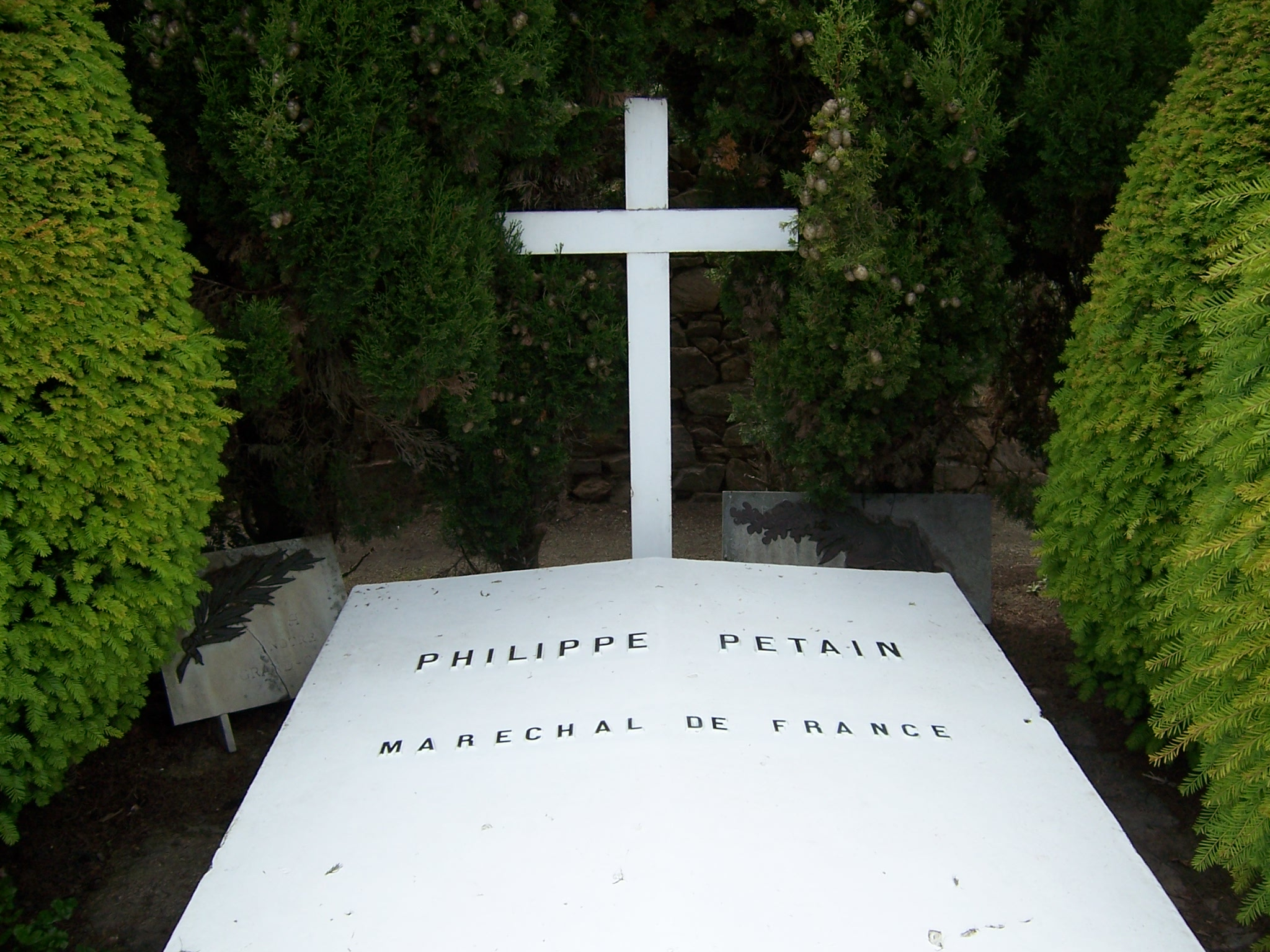
贝当墓

## 傳記
- Richard Griffiths, Pétain, Constable, London, 1970, ISBN 0-09-455740-3
- Herbert R. Lottman, Philippe Pétain, 1984
- Nicholas Atkin, Pétain, Longman, 1997, ISBN 978-0-582-07037-0
- Charles Williams, Pétain, Little Brown (Time Warner Book Group UK), London, 2005, p. 206, ISBN 978-0-316-86127-4
- Guy Pedroncini, Pétain, Le Soldat et la Gloire, Perrin, 1989, ISBN 2-262-00628-8 (in French)